# EU-Solidaritätsfonds

Staaten mit Zugang zum EU-Solidaritätsfonds
Mitgliedstaaten (antragsberechtigt)
Beitrittskandidaten (antragsberechtigt)
potenzielle Beitrittskandidaten
Staaten, die die EU-Mitgliedschaft beantragen könnten

Der EU-Solidaritätsfonds (EUSF), auch Solidaritätsfonds der Europäischen Union genannt, wurde 2002 von der Europäischen Kommission ins Leben gerufen, um Mitgliedsstaaten der Europäischen Union (EU), sowie deren Beitrittskandidaten nach Naturkatastrophen großen Ausmaßes (evtl. auch Nuklearkatastrophen o. ä.), zügig finanzielle Unterstützung zukommen zu lassen. Anlass war damals die sog. Jahrhundertflut in Mitteleuropa.
Seitdem wurde der Fonds in 100 Katastrophenfällen von 28 Staaten in einem Volumen von insgesamt rund 7 Milliarden Euro in Anspruch genommen. Deutschland erhielt nach EU-Angaben bis zum Jahr 2013 insgesamt rund 611 Millionen Euro, alleine 444 Millionen im Zuge des Hochwassers von 2002 (Jahrhundertflut). Österreich erhielt aus dem Fonds bis zum Jahr 2014 170,6 Millionen Euro, denen nur Einzahlungen von 84,3 Millionen Euro gegenüberstehen. Die höchste Summe für einen einzelnen Katastrophenfall wurde an Italien nach der Erdbebenserie in Mittelitalien seit 2016 ausgezahlt, nämlich 1,2 Milliarden Euro.

## Zweck
Der EUSF wurde nicht mit dem Ziel eingerichtet, sämtliche von Naturkatastrophen verursachten Schäden zu decken. Er ist im prinzipiell darauf ausgerichtet, nicht versicherbare öffentliche Schäden zu beschränken und deckt daher beispielsweise private Verluste nicht ab. Mittel- bis langfristige Maßnahmen wie etwa Wiederaufbau, wirtschaftliche Unterstützungen und Präventionen können jedoch u. U. im Rahmen anderer Instrumente förderungsfähig sein. Infrage kommen hier insbesondere die EU-Strukturfonds sowie der Europäische Landwirtschaftsfonds für die Entwicklung des ländlichen Raums.
Im Zuge der COVID-19-Pandemie wurde der Anwendungsbereich des EUSF am 30. März 2020 auf schwere öffentliche Gesundheitsnotstände ausgeweitet.

## Jährliches Budget
Für EUSF-Mittel existiert kein „fester Topf“. Die Gelder, die neben dem regulären EU-Haushalt finanziert werden, richten sich nach dem jeweiligen Bedarf. Die jährlich im Haushalt zur Verfügung gestellte Summe beträgt seit 2014 500 Millionen Euro zu Preisen von 2011. Nicht verwendete Haushaltsmittel können auf das Folgejahr übertragen werden. Für 2013 gibt es widersprüchliche Aussagen, ob diese Grenze bereits erreicht werden würde. Die Auszahlung an Österreich fand dann am 14. Februar 2014 statt, nachdem der Antrag am 8. August 2013 gestellt wurde.

## Antragsverfahren

### Antragsvoraussetzungen
Lediglich EU-Mitgliedsstaaten sowie Staaten in EU-Beitrittsverhandlungen können einen Hilfsantrag stellen, wenn die Schäden aus einer Naturkatastrophe (evtl. auch Nuklearkatastrophe o. ä.)
- 0,6 Prozent des Bruttonationaleinkommens oder
- drei Milliarden Euro zu Preisen von 2011 betragen.[12]

### Antragsstellung/-entscheid
Die Regierungen der betroffene EU-Mitgliedsstaaten müssen innerhalb von zwölf Wochen (bis 2014 zehn Wochen) nach Eintreten der Katastrophe Unterstützung aus dem EUSF bei der Europäischen Kommission beantragen, welche über den Antrag entscheidet. Die Kommission schlägt dem Europäischen Parlament und dem Rat der Europäischen Union die als angemessen erachtete Beihilfesumme vor.
Bisher wurde der Fonds bei in 100 Katastrophenfällen genutzt. Darunter waren Überschwemmungen, Waldbrände, Erdbeben, Stürme und Dürren. Dabei wurden 28 verschiedene europäische Länder mit über 7 Milliarden Euro unterstützt.

### Auszahlung
Damit es letzten Endes zu einer Auszahlung von Mitteln kommen kann, müssen das Europäische Parlament sowie der Rat der Europäischen Union die Mobilisierung genehmigen, da diese gemeinsam die Haushaltsbehörde bilden. Sobald Mittel im EU-Haushalt zur Verfügung stehen, kann die Beihilfe ausgezahlt werden.